# 2013 em Portugal
Eventos no ano de 2013 em Portugal.

## Incumbentes
- Presidente: Professor Doutor Aníbal Cavaco Silva
- Primeiro-Ministro: Pedro Passos Coelho

## Eventos
- 29 de setembro - Local de eleição

## Artes e entretenimento
Para filmes portugueses lançado pela primeira vez em 2013, veja a Lista de filmes portugueses de 2013. Para álbuns de música que alcançou o número um, veja a Lista de número de álbuns de 2013 (Portugal).
- 25 De Fevereiro - Prémio Autores[1]
- 6 De Outubro - Prémios Sophia

## Desporto
Na associação de futebol, para a primeira camada league, consulte 2012-13 Primeira Liga e 2013-14 Primeira Liga; para a copa de estações, consulte 2012-13 Taça de Portugal e 2013-14 Taça de Portugal; para a taça da liga de estações, consulte 2012-13 Taça da Liga e 2013-14 Taça da Liga; para a segunda camada league, consulte 2012-13 Segunda Liga e 2013-14 Segunda Liga; para a terceira camada league, ver 2013-14 Campeonato Nacional. Veja também 2012-13 Terceira Divisão. Para transferências, consulte a Lista de portuguesa de futebol de transferências de verão 2013.
- De 14 a 17 de fevereiro - Volta ao Algarve
- 6-13 Março - Algarve Cup
- 11 a 14 abril - Rally de Portugal
- 28 De Abril – 5 De Maio - Portugal Open
- 26 de Maio - Taça de Portugal Final
- 30 de junho - FIA WTCC Corrida de Portugal
- 19 de julho – 4 de agosto - Portugal no Campeonato Mundial de desportos Aquáticos de 2013
- 7-18 agosto - Volta a Portugal
- 10 de agosto - Supertaça Cândido de Oliveira
- De 10 a 18 de agosto - Portugal em 2013 do Campeonato Mundial de Atletismo
- 22-29 de setembro - Portugal 2013 UCI Campeonatos do Mundo de Estrada
- 16-28 De Outubro - Europeu Acrobacias Campeonatos
- Estabelecimento da Taça de Portugal de Futsal Feminino.